# Chris Cook
Christopher O'Shea Cook (Lynchburg, 15 febbraio 1987) è un ex giocatore di football americano statunitense che ha militato nel ruolo di cornerback nella National Football League (NFL). Fu scelto nel corso del secondo giro (34º assoluto) del Draft NFL 2010 dai Minnesota Vikings. Al college giocò a football all’Università della Virginia.

## Carriera universitaria
Dopo aver preferito l'Università della Virginia a Virginia Tech nel passaggio dalla high-school (dove si dimostrò un atleta estremamente versatile giocando come running back, wide receiver, quarterback e cornerback) al college, Cook nel primo anno prese parte a 5 incontri, di cui 1 da titolare, saltando la seconda metà di stagione per un infortunio alla gamba. L'anno successivo, finalmente ristabilitosi, prese parte, come right cornerback, a tutti e 12 gli incontri stagionali partendo 11 volte titolare e collezionando 58 tackle, mentre nel 2007 scese in campo 9 volte di cui 7 come titolare, collezionando 39 tackle. Nel 2008, in quello che avrebbe dovuto essere il suo ultimo anno di carriera universitaria, invece fu ritenuto accademicamente ineleggibile e saltò tutto l'anno per poi tornare nel 2009 come capitano. Nel suo anno da senior, Cook fu left cornerback titolare in tutti e 12 gli incontri, collezionando 40 tackle e venendo inserito nell'All-Atlantic Coast Conference 1st-team dall'NFL Draft Report. In totale, con la maglia dei Cavaliers, Cook disputò 31 incontri su 38, collezionando 143 tackle (di cui 5.5 per perdita di yard), 1 fumble forzato, 1 fumble recuperato e convertito in touchdown, 7 intercetti (di cui 2 ritornati in touchdown).

## Carriera professionistica

### Minnesota Vikings
Il 23 aprile venne selezionato al Draft NFL 2010 nel secondo giro con la 34ª scelta assoluta dai Minnesota Vikings, che il giorno precedente al Draft avevano scambiato la loro scelta nel primo giro (30ª assoluta) con la scelta del secondo giro e quella del quarto giro (100ª assoluta) dei Detroit Lions.

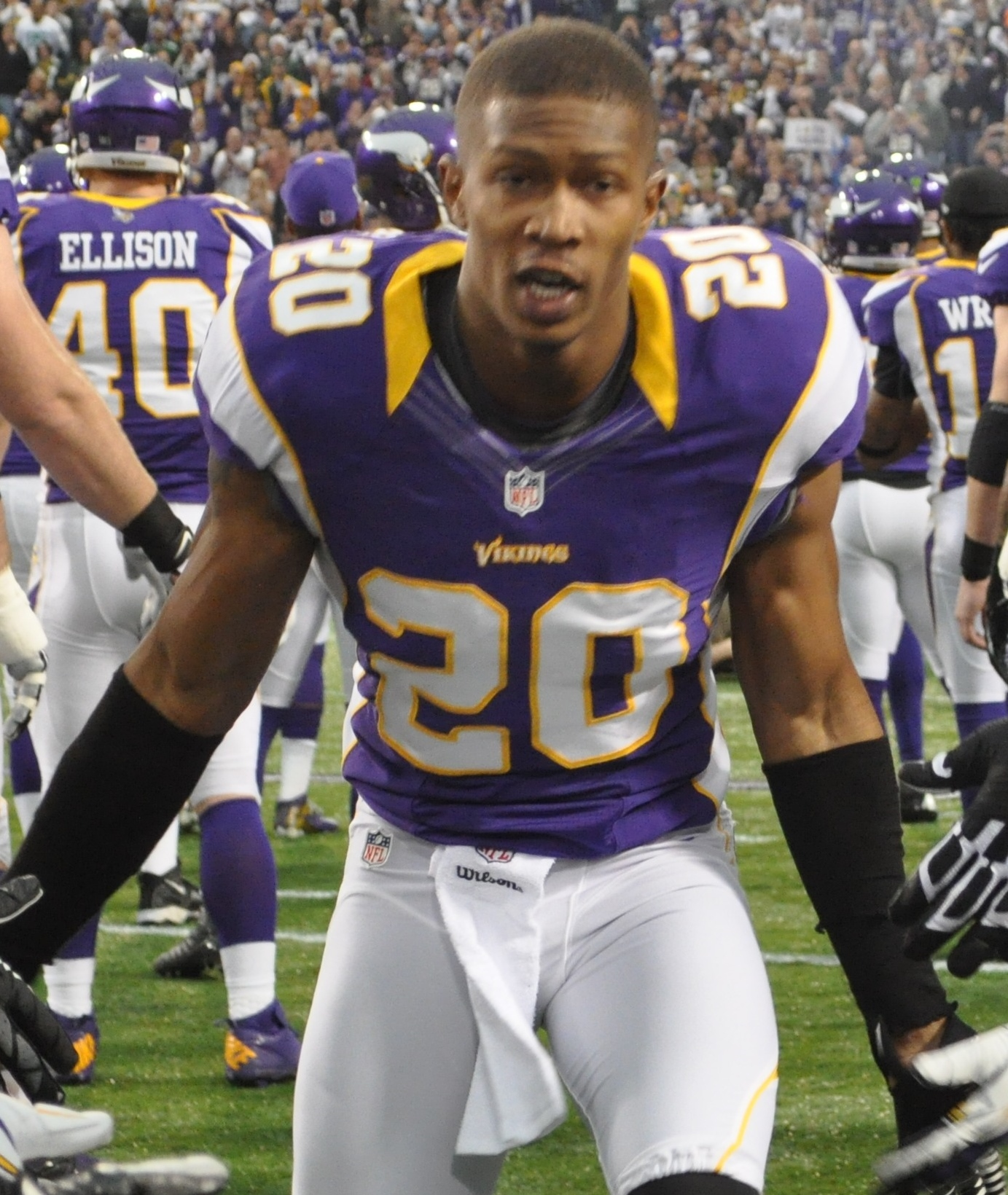
Cook nel 2012 coi Vikings.

Nel suo primo anno in Minnesota, Cook scese in campo come titolare in 5 incontri sui 6 cui prese parte, prima che un infortunio al ginocchio lo costrinse a chiudere anzitempo la stagione con 21 tackle messi a segno. Nel 2011 prese di nuovo parte a 6 incontri di cui la metà da titolare, quando a fine ottobre i Vikings lo sospesero a tempo indeterminato, tagliandogli per giunta lo stipendio, dopo che gli fu notificata un'accusa di violenza domestica per aver tentato di strangolare la sua ragazza e provocato una fuoriuscita di sangue. Reintegrato nella stagione 2012, gioca 10 partite su 16 di regular season, saltando tutto il mese di novembre e buona parte di quello di dicembre per una rottura del braccio destro nel match del 25 ottobre con i Tampa Bay Buccaneers. Cook, tornato in campo per gli ultimi due match decisivi della stagione, entrambi vinti dai Vikings contro Houston Texans e Green Bay Packers disputò anche il Wild Card Game perso contro i Green Bay Packers, chiudendo la stagione con 35 tackle ed 1 sack messi a segno.

### San Francisco 49ers
Il 14 marzo 2014, Cook firmò coi San Francisco 49ers un contratto annuale.